# František Knebort
František Knebort (Praga, 19 de janeiro de 1944) é um ex-futebolista checo, que atuava como atacante.

## Carreira
František Knebort representou a Seleção Tchecoslovaca de Futebol, medalha de prata em Tóquio-1964 .

## Ligações Externas
- Perfil em FIFA.com (em inglês)